# Graduate (singolo)
Graduate è un singolo del gruppo alternative rock statunitense Third Eye Blind, pubblicato nel 1997 ed estratto dal loro album di debutto Third Eye Blind.

## Tracce
1. Graduate (LP version) - 3:08
2. Graduate (remix) - 3:25
3. Horror Show - 4:00